# Клавирски педагози
Некада признати клавирски педагози у Југославији:
- Емил Хајек
- Светислав Станчић
- Мелита Лорковић
- Иво Мачек
- Матусја Блум
- Хилда Хорак
- Арбо Валдма
- Константин Богино
- Игор Лазко

Данас признати клавирски педагози у Србији:
- Мирјана Шуица-Бабић
- Лили Петровић
- Дубравка Јовичић
- Лидија Станковић
- Нинослав Живковић
- Срђан Грбић
- Јокут Михаиловић
- Божена Гринер
- Злата Малеш
- Драгана Мано-Зиси
- Невена Поповић
- Рита Кинка
- Светлана Богино